# Marti Webb
Marti Webb (Cricklewood, 13 dicembre 1944) è un'attrice e cantante inglese.
Dopo essere apparsa nel musical Evita, di Andrew Lloyd Webber, lo stesso artista realizzò esclusivamente per lei Tell me on a Sunday, la storia delle controversie sentimentali di una giovane inglese. Il brano Take that look off your face fu un grande successo che raggiunse, nel 1980, la terza posizione nelle classifiche inglesi dei 45 giri.
Negli anni 90 fu Evita Peron nell'opera omonima, ottenendo la parte che un ventennio prima fu di Elaine Paige.